# Yucca periculosa
Yucca periculosa är en sparrisväxtart som beskrevs av John Gilbert Baker. Yucca periculosa ingår i släktet palmliljor, och familjen sparrisväxter. Inga underarter finns listade i Catalogue of Life.

## Bildgalleri

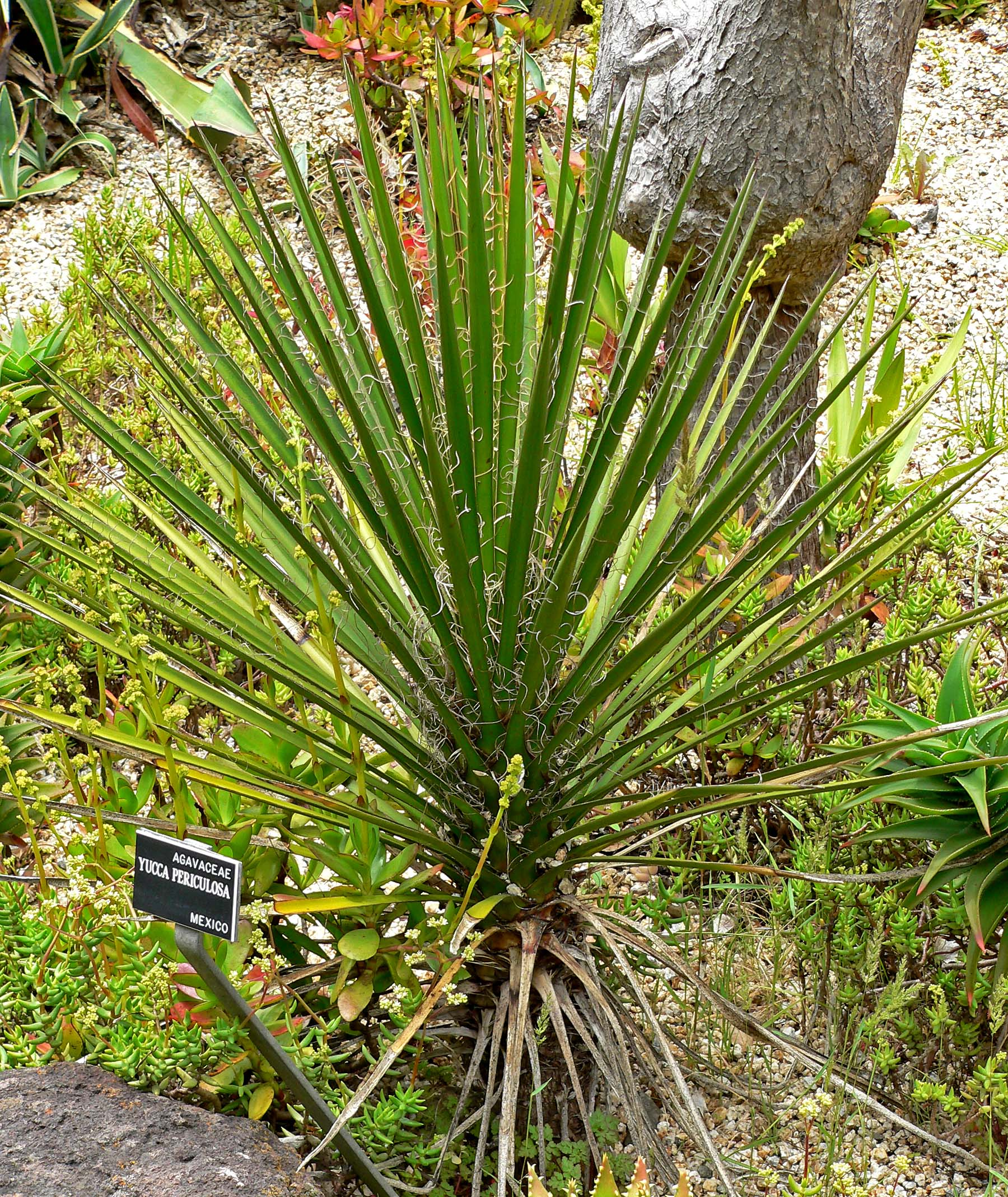
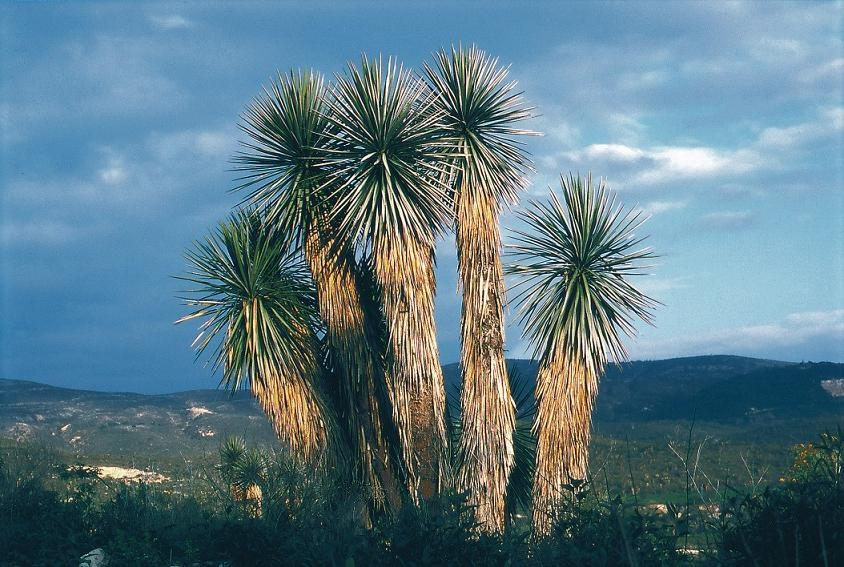
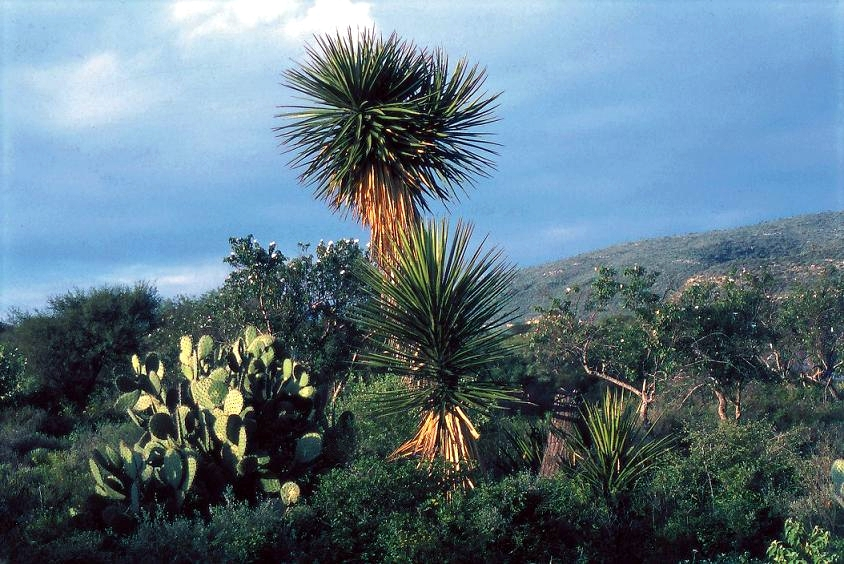